# L'Ennemi (film)
 (janvier 2022).
Si vous disposez d'ouvrages ou d'articles de référence ou si vous connaissez des sites web de qualité traitant du thème abordé ici, merci de compléter l'article en donnant les références utiles à sa vérifiabilité et en les liant à la section « Notes et références ».
Pour les articles homonymes, voir L'Ennemi.
Pour plus de détails, voir Fiche technique et Distribution.
L'Ennemi est un film dramatique franco-belgo-luxembourgeois réalisé par Stephan Streker et sorti en 2020.

## Synopsis
L'homme politique belge Louis Durieux, considéré dans son pays comme l'une des personnalités publiques les plus éminentes, et son épouse Maëva sont follement et passionnément amoureux. Une nuit, Louis découvre son corps sans vie dans une chambre d'hôtel à Ostende. Louis est emmené au poste de police, mais il ne veut pas parler aux agents qui enquêtent sur l'affaire et invoque son immunité de parlementaire. Il est soupçonné d'avoir assassiné Maëva dans la chambre portant le numéro 108.

## Le titre
Selon le réalisateur, Stephan Streker, il faut entendre « L’Ennemi » dans le sens de « l’ennemi intime ». Cette notion d’ennemi témoigne d’une évidence : le pire ennemi qu’un être humain rencontrera jamais est lui-même.

## Fiche technique
- Titre original : L'Ennemi
- Réalisation : Stephan Streker
- Scénario : Stephan Streker
- Musique : Marcelo Zarvos (en)
- Décors : Catherine Cosme
- Costumes : Catherine Cosme
- Photographie : Léo Lefèvre
- Montage : Mathilde Muyard
- Producteur : Michaël Goldberg et Boris van Gils
  - Producteur exécutif : Thomas Jaubert
  - Coproducteur : David Grumbach, Christophe Mazodier, Tanguy Dekeyser, Philippe Logie, Arlette Zylberberg, David Claikens et Alex Verbaere
- Sociétés de production : BAC Films, Formosa Productions, Polaris Films, Daylight Films, Alba Films et Libellule Films
- Société de distribution :
- Pays de production :  France,  Belgique et  Luxembourg
- Langue originale : français et néerlandais
- Format : couleur — 2,35:1
- Genre : Drame
- Durée : 105 minutes
- Dates de sortie :
  - France :
    - 29 août 2020 (Angoulême)
    - 26 janvier 2022 (en salles)

  - Belgique :
    - 20 octobre 2020 (Gand)
    - 26 janvier 2022 (en salles)

## Distribution
- Jérémie Renier : Louis Durieux
- Alma Jodorowsky : Maeva Durieux
- Emmanuelle Bercot : Maître Béatrice Rondas
- Félix Maritaud : Pablo Pasarela de la Peña Prieta y Aragon
- Zacharie Chasseriaud : Julien Durieux
- Jeroen Perceval : Rudy
- Bruno Vanden Broecke : Le juge
- Peter Van Den Begin : Dirk
- Sam Louwyck : l'homme qui parle sept langues

## Contexte
Le film est inspiré d'un fait divers sur l'affaire Wesphael où Bernard Wesphael, un homme politique belge francophone, écologiste de gauche, est soupçonné d'avoir assassiné son épouse, Véronique Pirotton, dans un hôtel d'Ostende en 2013. Bien que Wesphael ait été acquitté trois ans plus tard au bénéfice du doute, cette affaire judiciaire reste l'une des plus mystérieuse de l'histoire du pays.